# Ladugårdsarrendet
Ladugårdsarrendet är en allmogenovell av Carl Jonas Love Almqvist, utgiven 1840.